# غازان خان بن یساور
غازان خان بن یساور (انگلیسی: Qazan Khan ibn Yasaur; – ح. 1346) خان (عنوان) اهل خانات جغتای بود.